# Rath AG
Die Rath AG (Eigenschreibweise: RATH AG) ist ein internationaler Anbieter von Produkten, Systemen und Dienstleistungen im Feuerfestbereich mit Sitz in Wien.
Das Unternehmen, das rund 600 Mitarbeiter weltweit beschäftigt, betreibt acht Produktionsstandorte in Europa und den USA und verfügt über Vertriebsvertretungen in mehr als 30 Ländern.

## Geschichte
1891 kaufte August Rath sen. im niederösterreichischen Krummnußbaum ein Porzellan- und Schamottewerk, das er an seinen Sohn, August Rath jun. übergab. Rath jun. gründete die „Chamottewaren- und Thonöfenfabrik Aug. Rath jun. GmbH“. Nach umfangreichen Umbauarbeiten wurden ab 1910 die österreichischen Stammländer Ungarn, Böhmen und Mähren mit Ofenkacheln beliefert. Ab 1911 stellte Rath Schamotte für Kachelöfen her. 1926 wurde die Produktion in Krummnußbaum teilweise auf Steinzeug umgestellt.

### Anfänge
Nach dem Zweiten Weltkrieg wurden vorübergehend in Zusammenarbeit mit einem Bildhauer Devotionalien wie Madonnenfiguren oder Weihbrunnkessel hergestellt, die in österreichischen Wallfahrtsorten verkauft wurden.
1950 normalisierte sich die Produktion in Krummnußbaum, ab 1953 liefen immer mehr Produktionsprozesse mechanisiert ab. Das Unternehmen spezialisierte sich auf die Herstellung von Industrieschamotte.
Mitte der 1960er Jahre wurde in Krummnußbaum mit der Produktion von feuerfesten Betonen begonnen. Darüber hinaus bot Rath auch Engineering-Leistungen an. 1967 wurde im Werk ein neuer Tunnelofen errichtet. 1974 kaufte Rath das Schamottewerk Erndt im niederösterreichischen Klein-Pöchlarn, um die Produktion von Hafnerschamotten zu erweitern. In Krummnußbaum wurden ab 1983 erstmals vakuumgeformte Teile auf Basis Aluminiumsilikatwolle hergestellt. 1997 begann die Kooperation in Sachen feuerfeste Betone mit dem ungarischen Werk Magnetzitipari Müvek.

### Internationalisierung und Börsengang
1986/87 errichtete Rath in Mönchengladbach ein Werk zur Erzeugung von Keramikfasern. Seit 1989 ist Rath an der Wiener Börse notiert. Im gleichen Jahr wurde die Rath Inc. in Delaware, USA, gegründet. Gemeinsam mit einem japanischen Partner (DENKA) errichtete Rath 1990 in Mönchengladbach, neben der bereits bestehenden Fabrik, ein Werk zur Erzeugung von Aluminiumoxidwolle. Dieses wurde kurz nach Inbetriebnahme von einem Brand völlig zerstört, jedoch wieder aufgebaut. Die Gesellschaft wurde danach zu 100 % von Rath übernommen.
In den 90er Jahren kam es zu einer weiteren Internationalisierung: 1990 wurde eine Vertriebstochter in Delaware, USA, gegründet. 1991 erwarb Rath die Schamottefabrik Magnetzitipari Müvek in Budapest, mit der es bisher eine Kooperation gegeben hatte. Weiters übernahm Rath das ehemalige Forschungsinstitut für Feuerfestwerkstoffe in Meißen. 1995 wurde die Rath žárotechnika spol. s.r.o. in der Tschechischen Republik gegründet. Weitere Betriebsübernahmen folgten: Rath übernahm 1999 das Feuerleichtsteinwerk der österreichischen Magindag in Bennewitz (Sachsen) und pachtete im Jahr 2000 das Feuersteinleichtwerk der Oberland Glas AG in Wirges.
2001 wurde in Krummnußbaum eine neue Halle für die Produktion von Vakuumformteilen errichtet. 2002 wurde eine weitere Rath-Tochtergesellschaft gegründet, mit dem Ziel, Steine für Hochtemperatur-Anwendungen, die noch in Krummnußbaum gefertigt wurden, in den USA zu verkaufen.
2005/2006 entstand in Milledgeville (USA) ein Rath Feuerfest-Werk, mit dessen Produkten für eine bestimmte Anwendung (Erzeugung von Spezialsteinen für die chemische Industrie) bald die Weltmarktführerschaft erreicht wurde. 2006 wurde in Frankreich die Rath SAS als reine Vertriebstochter gegründet, 2007 folgte die Gründung der Rath Ukrajina TOW in der Ukraine.
2008 wurde in Newark (Delaware, USA) ein weiteres Rath-Werk errichtet, in dem Vakuumformteile erzeugt werden. Im US-Werk Milledgeville (Georgia, USA) wurde 2011 ein neuer Tunnelofen in Betrieb genommen, wodurch die Kapazitäten stark aufgestockt wurden. 2012 wurden weitere Rath-Vertriebs-Tochtergesellschaften in Mexiko, Brasilien und Argentinien gegründet.
Seit einigen Jahren hat sich Rath auch auf das Thema Heißgasfiltration spezialisiert. 2016 wurde die Rath Filtration GmbH, heute Rath Business Services GmbH, gegründet.
2019 baut das Unternehmen sein Angebot für die Glasindustrie mit dem Erwerb der Feuerfestproduktion von Bucher Emhart Glass in Owensville (Missouri, USA) weiter aus. Mit diesem Zukauf des US-Werks ist Rath in das Verschleißteilgeschäft von feuerfesten Produkten für die Behälterglasindustrie eingestiegen.

## Produktionsstandorte
Der österreichische Rath-Produktionsstandort befindet sich in Krummnußbaum (Niederösterreich). Die weiteren Standorte sind: Deutschland (Meißen, Mönchengladbach, Bennewitz), Ungarn (Budapest) und USA (Milledgeville, Newark, Owensville).

## Produkte
Rath spezialisierte sich auch auf den Bereich Heißgasfiltration und auf die Entwicklung und Produktion keramischer Heißgas-Filterelemente, mittels derer partikelbelastete industrielle Abgase bei hohen Temperaturen gefiltert werden können. Am Forschungs- und Produktionsstandort in Meißen befinden sich die Produktionsanlagen für die Herstellung von Heißgas-Filterkerzen sowie katalytischen Filterelementen, die in den verschiedensten Industriebranchen zum Einsatz kommen. Weiters befindet sich am Rath-Standort Meißen ein Technikum, dessen Versuchsanlagen komplexe Untersuchungen und Tests bei hohen Temperaturen ermöglichen.